# Maurice McLoughlin

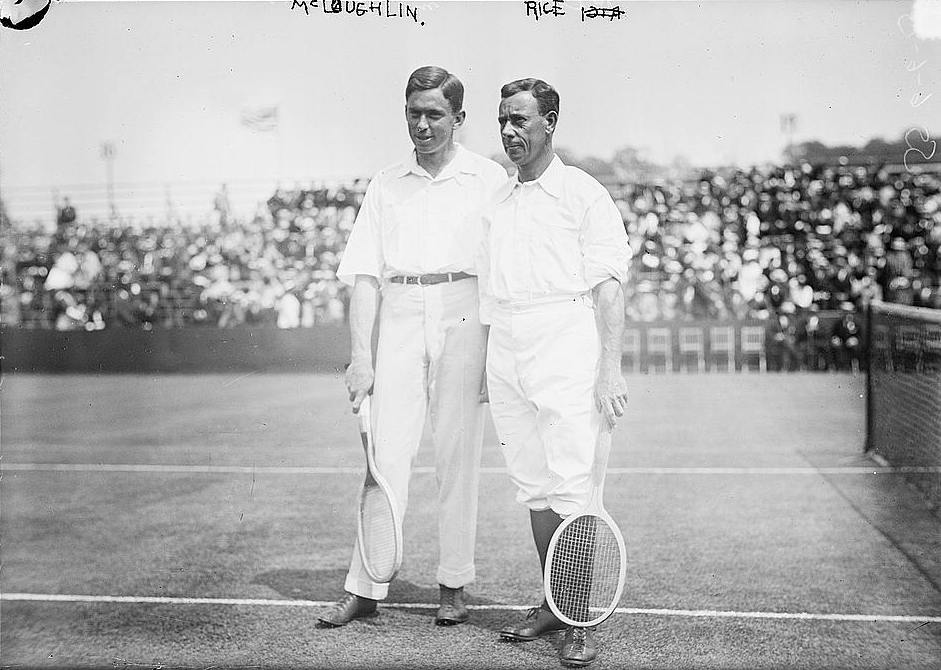
Maurice McLoughlin (rechts) und Horace Rice.

Maurice Evans McLoughlin (* 7. Januar 1890 in Carson City, Nevada; † 10. Dezember 1957 in Hermosa Beach, Kalifornien) war ein US-amerikanischer Tennisspieler.

## Biographie
Der rothaarige Serve- und Volleyspieler spielte mit seinem harten Aufschlag und seinen Volley ein für die Zuschauer attraktives Tennis.
Seine beste Zeit hatte er von 1909 bis 1916, als er 1912 und 1913 die amerikanischen Meisterschaften im Herreneinzel gewann, weitere dreimal im Einzel im Finale stand (1911, 1914, 1915) und von 1912 bis 1914 auch das Herrendoppel gewann. Außerdem schaffte er es 1913 ins Finale von Wimbledon, wo er jedoch Anthony Wilding unterlag. 1957 erfolgte die Aufnahme in die International Tennis Hall of Fame.
Von 1909 bis 1914 war er Mitglied des amerikanischen Daviscup-Teams.
Im Jahr 1919 beendet er seine Karriere als Tennisspieler und wandte sich dem Golfsport zu.